# فراتر از مرز (فیلم)
«فراتر از مرز» یا «حد»  (سوئدی: Gränsen) و (انگلیسی: Beyond the Border) فیلمی در ژانر جنگی و درام است که در سال ۲۰۱۱ منتشر شد.
این فیلم از کاربران سایت IMDb نمره ۶٫۳ از ۱۰ را گرفته.